# 鷹巣山 (神奈川県)
鷹巣山（たかのすやま）は、箱根山中部、神奈川県足柄下郡箱根町にある標高834 mの山である。鷹ノ巣山とも表記される。

## 概要
箱根温泉の一つとして知られる芦之湯温泉（国道1号の最高所付近）の北東約1 kmに位置する山で、周辺の山々とともに富士箱根伊豆国立公園に指定されている。
畑宿や芦之湯、小涌谷などから登山道が整備されており、手軽に登れることから初心者やファミリー向けの低山として人気がある。山頂周辺の登山道は丈の低い草原が広がっており、秋にはアキノキリンソウやワレモコウ、オミナエシなどを楽しむことができる。
箱根山新期外輪山の一峰であり、安山岩質の溶岩からなる楯状火山である。この新期外輪山の火山列は、小田急箱根大平台駅の西側にそびえる浅間山より鷹巣山、文庫山、屏風山へと連なる。鷹巣山と文庫山の間にはドーム型の二子山がそびえているが、こちらは新期外輪山の山ではなく、新期外輪山の形成後に出現した中央火口丘である（詳細は「箱根火山の形成史」を参照）。

## 周辺の地理

### 周辺の山
- 屏風山（948 m）
- 神山（1,438 m）
- 二子山（1,099 m）
- 浅間山（802 m）
- 城山（743 m）
- 湯坂山（547 m）

### 周辺の名所
- 千条ノ滝（ちすじのたき）
- 飛龍ノ滝
- 鷹ノ巣城（鷹の巣城）跡-所在地不明の山城で、鷹巣山山頂ではとする説もあるが[4]、浅間山山頂だったのではとする意見もある[5]。

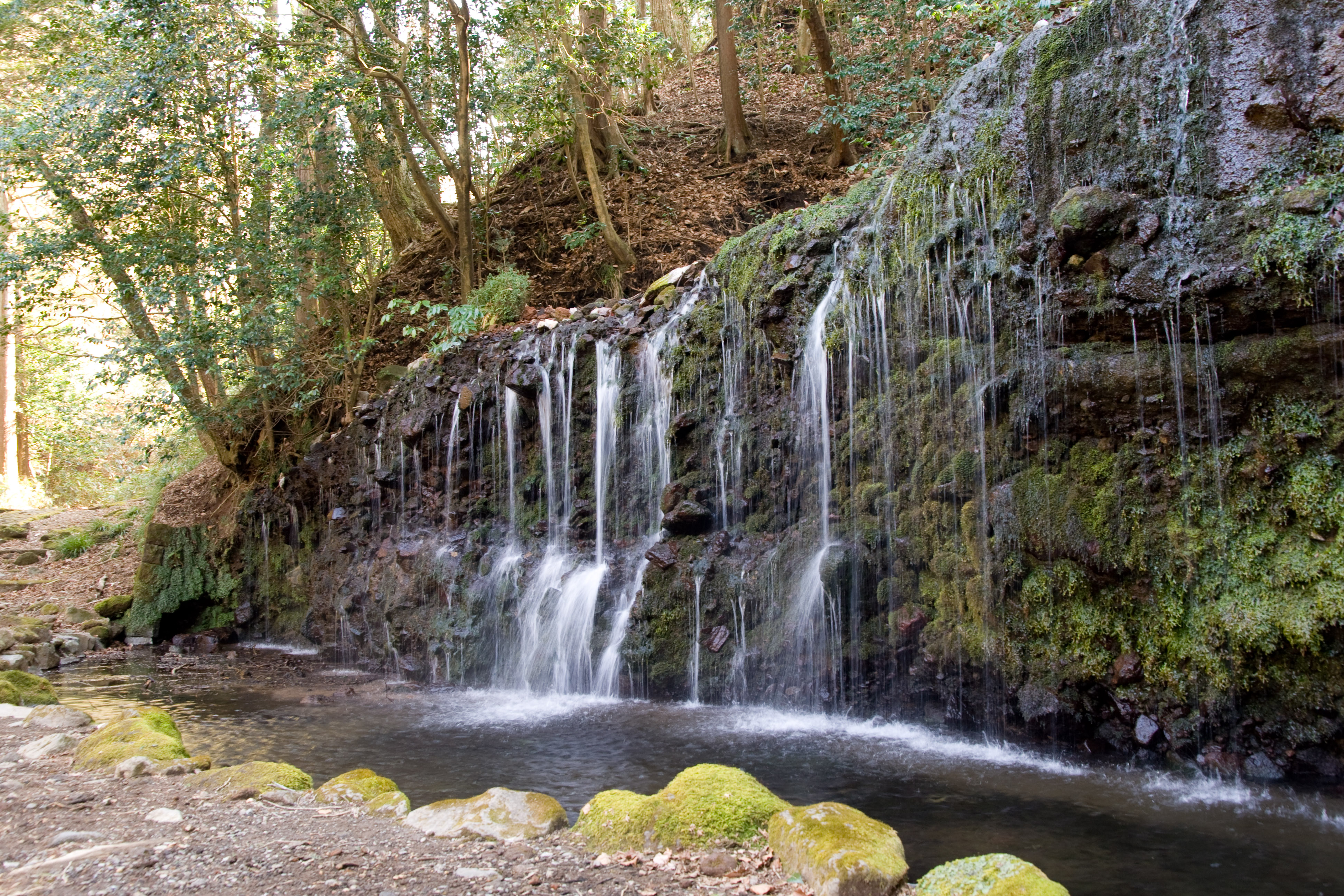
千条ノ滝
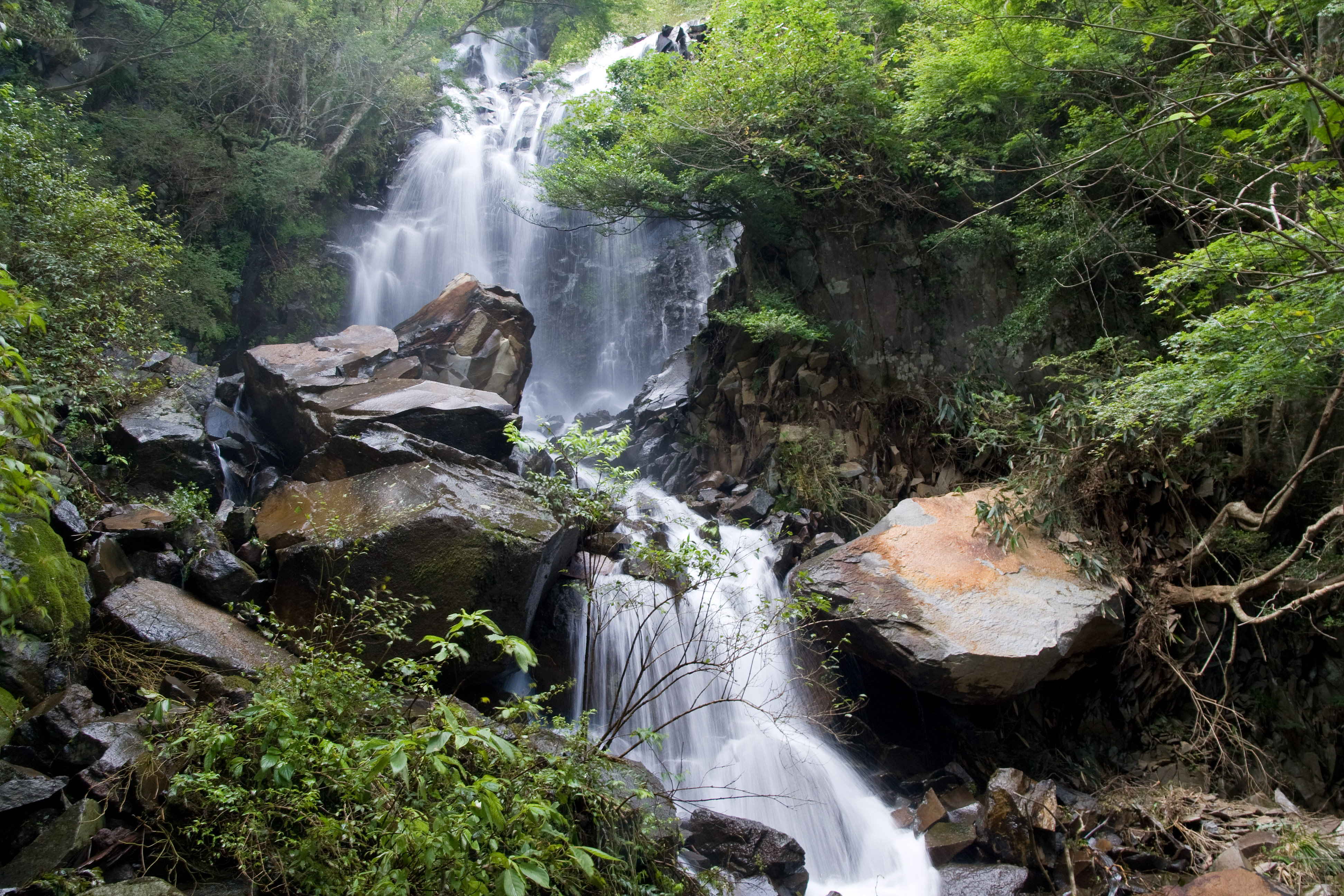
飛龍ノ滝